# Nationalpark Jaworiw
Der Jaworiw-Nationalpark (ukrainisch Яворівський національний природний парк Jaworiwskyj nazionalnyj pryrodnyj park) ist ein Nationalpark im Westen der Ukraine.

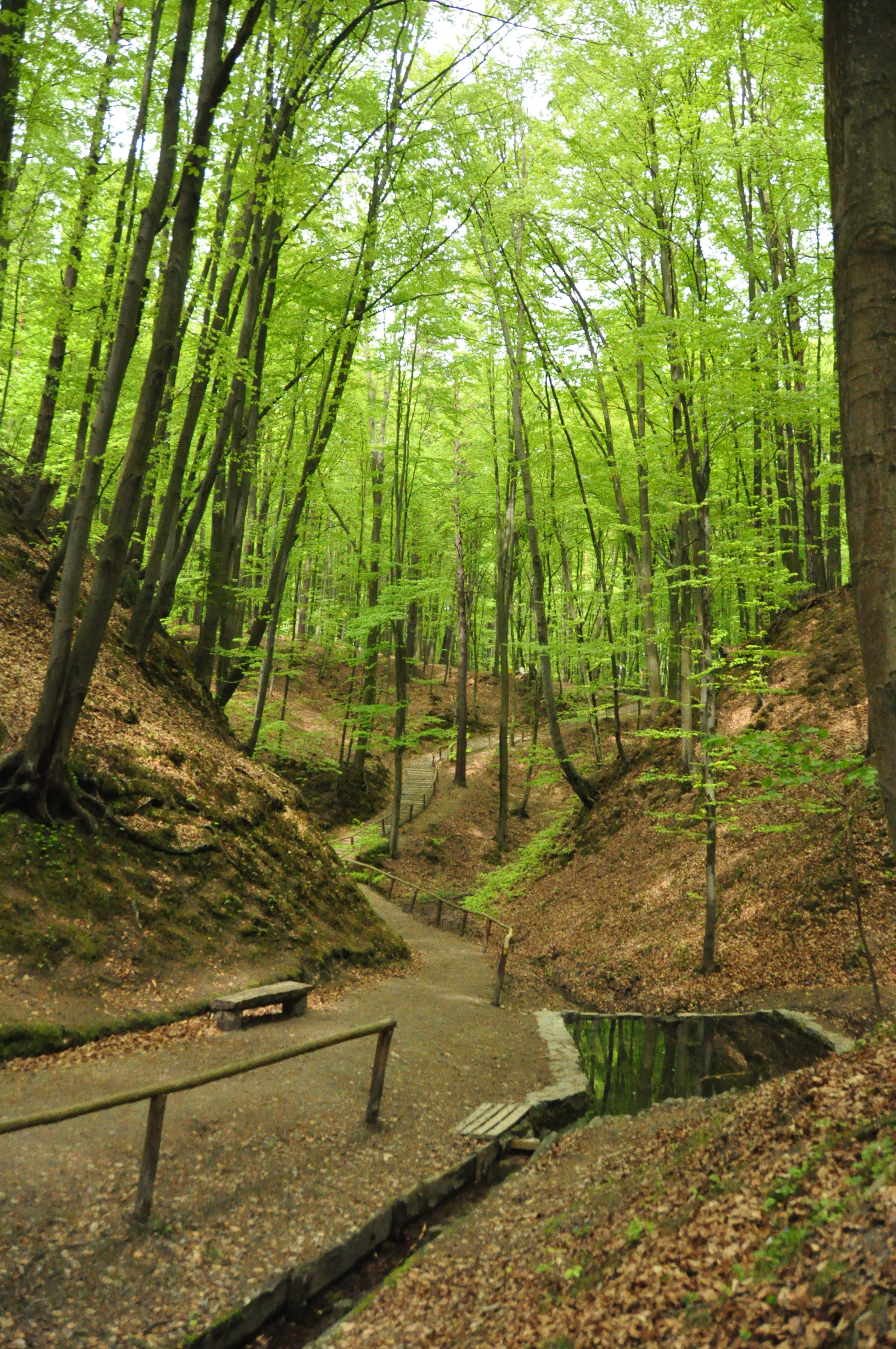

## Geografie
Der Nationalpark liegt im Rajon Jaworiw der Oblast Lwiw im östlichen, ukrainischen Teil des Roztocze-Hügellandes (ukrainisch Розточчя Rostotschtschja).
Das halbmondförmige Gebiet des Parks zwischen den Dörfern Wereschtschyzja (Верещиця) und Krechiw (Крехів) hat eine Gesamtfläche von 7108 Hektar. Die Fläche des Naturschutzgebietes beträgt 661,6 Hektar.
Die höchste Erhebung im Park ist die Bulawa (ukrainisch Булава, polnisch Buława ⊙) mit einer Höhe von 397 m.

## Beschreibung
Der am 4. Juli 1998 aus einem Teil des Truppenübungsplatzes Jaworiw eingerichtete Nationalpark wird von nahezu flächendeckenden Waldgebieten, zahlreichen Bächen und Seen geprägt. Der Wald besteht vorwiegend aus Eichen, Hainbuchen und Kiefern, es gibt aber auch Flächen mit Buchen, Tannen und Bergahorn. Insgesamt umfasst die Flora des Parks ca. 700 Arten höherer Pflanze. Die Fauna des Nationalparks besteht aus unterschiedlicher 289 Arten, von denen 34 in der Ukraine als gefährdet gelten. Unter anderem finden sich im Park Wildschwein, Feldhase, Europäisches Reh, Fuchs und Marderhund sowie weniger häufig, Schwarzstorch, Fischotter, Hermelin, Elch und Rothirsch.
Im Park und seiner Umgebung befinden sich eine Vielzahl historischer und kultureller Stätte, mehrere Museen und zahlreiche Sakralbauten. Im Süden grenzt der Park an das Biosphärenreservat Rostotschtschja.

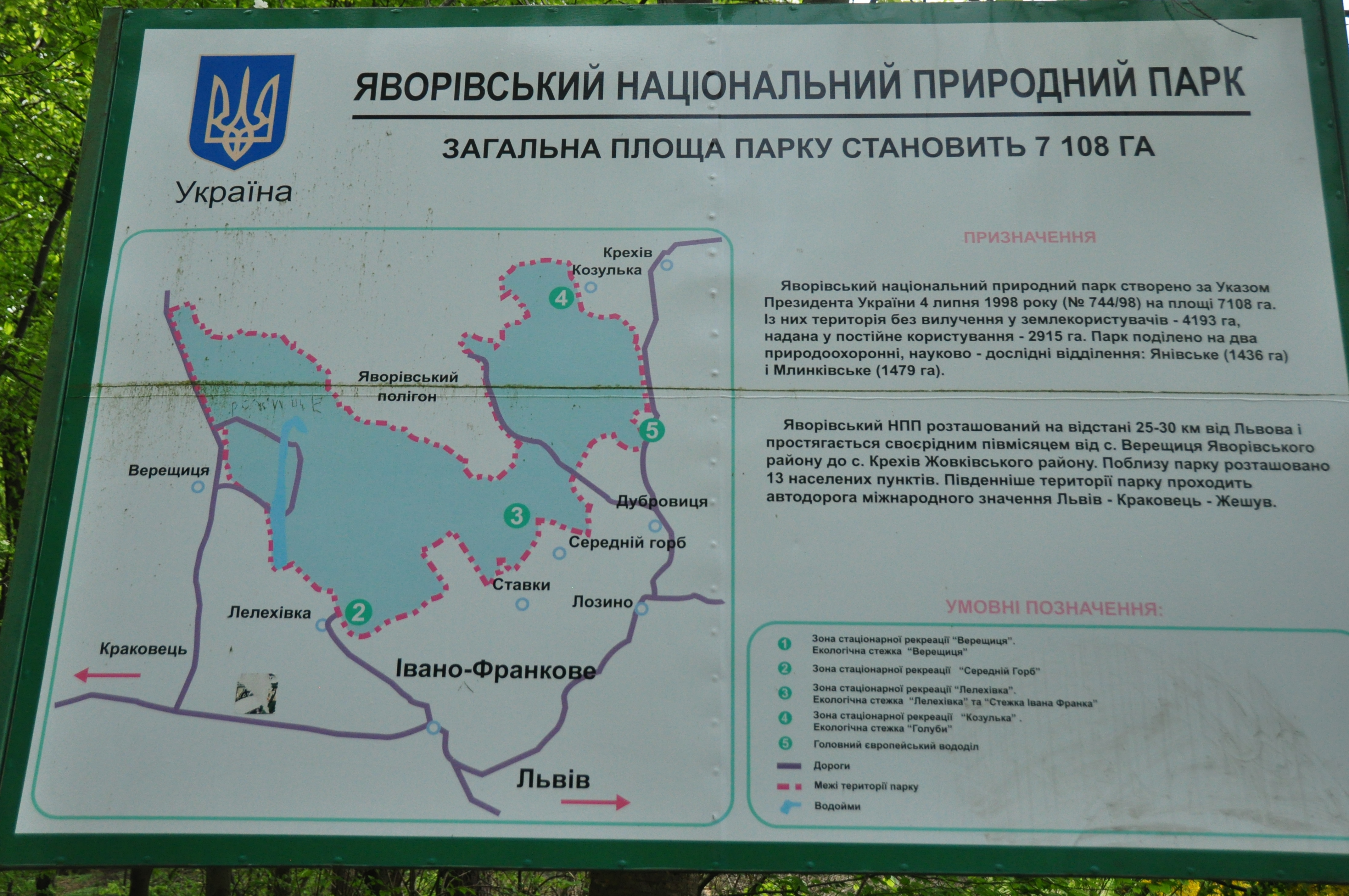
Hinweisschild im Park
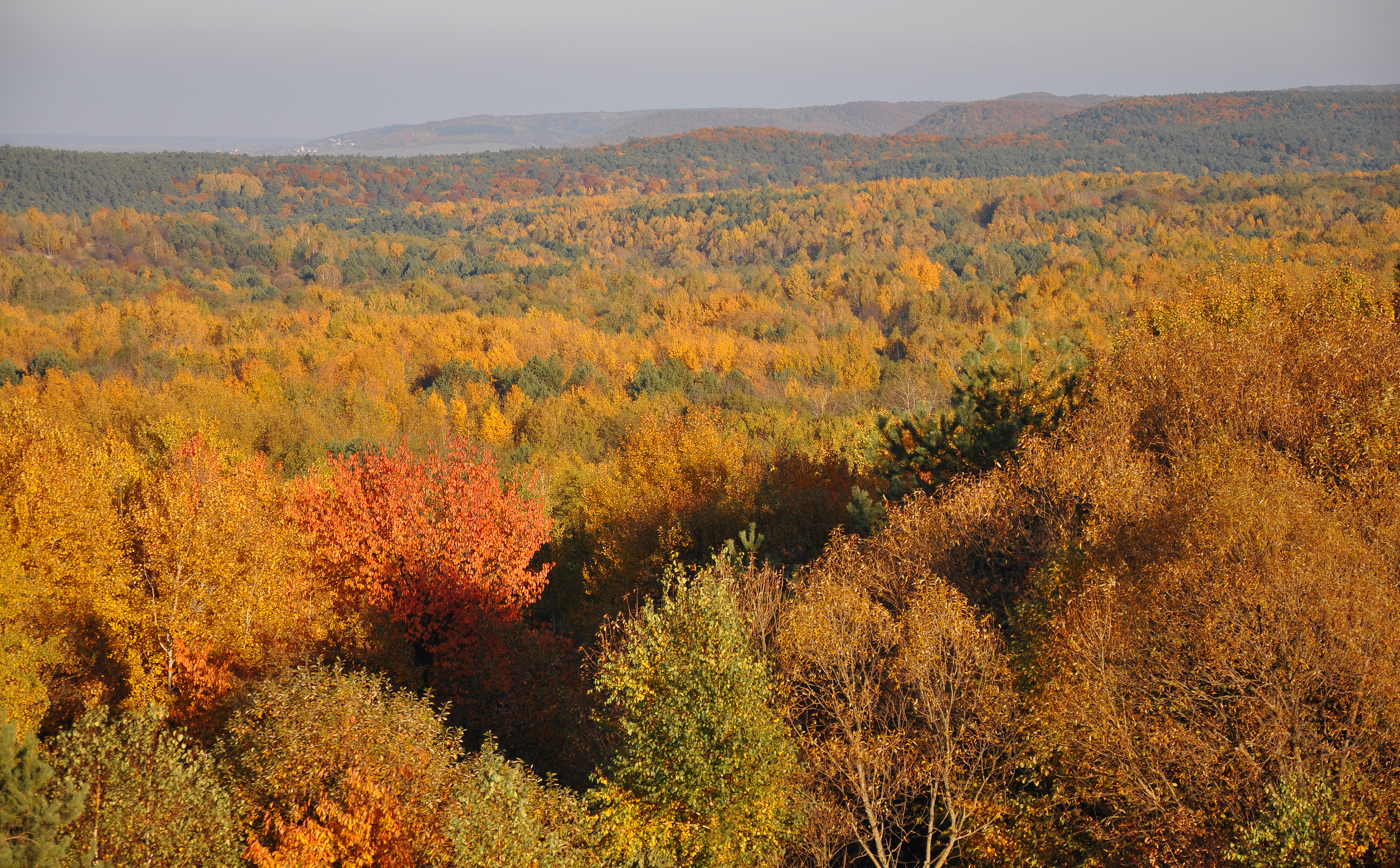
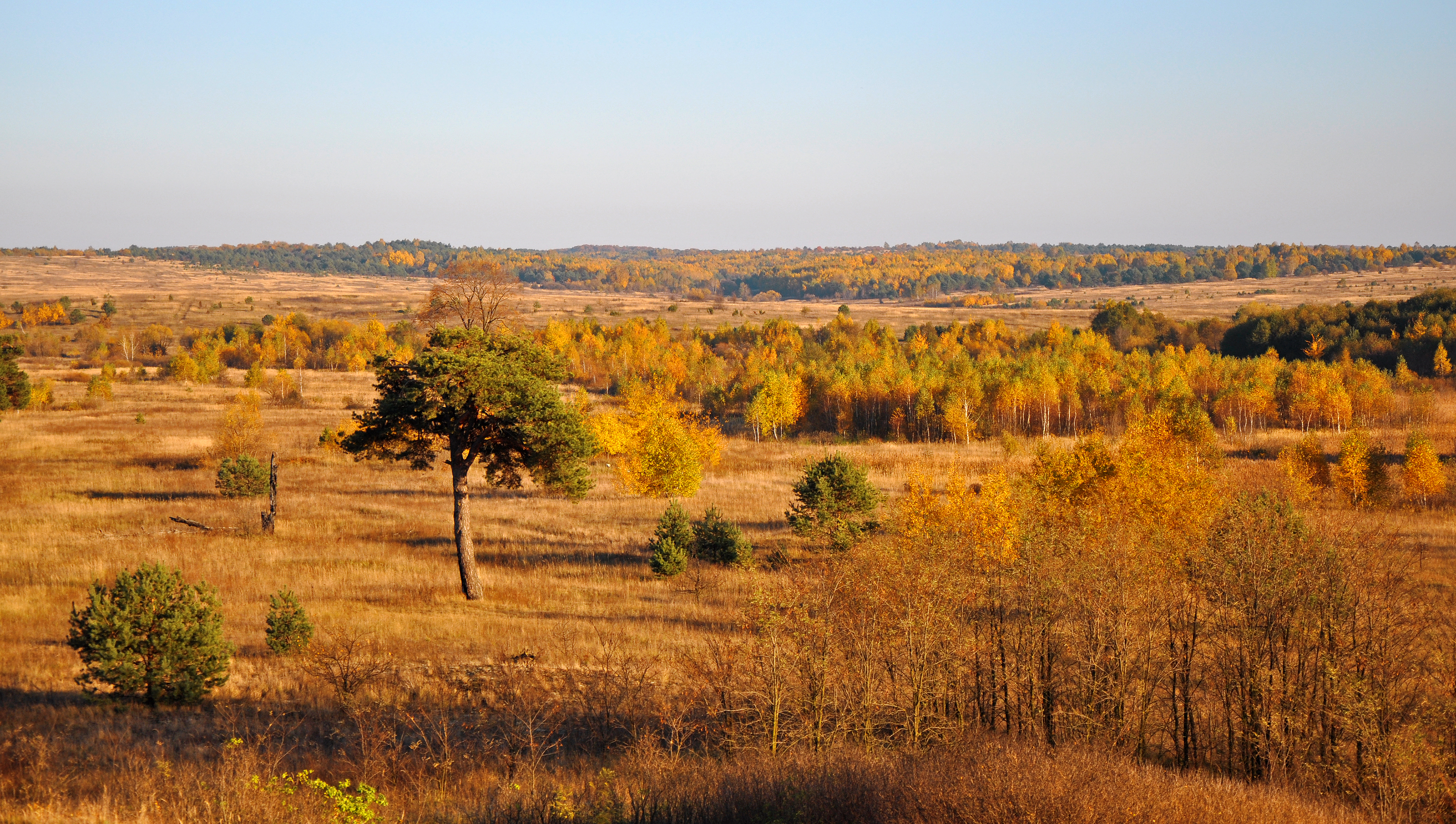
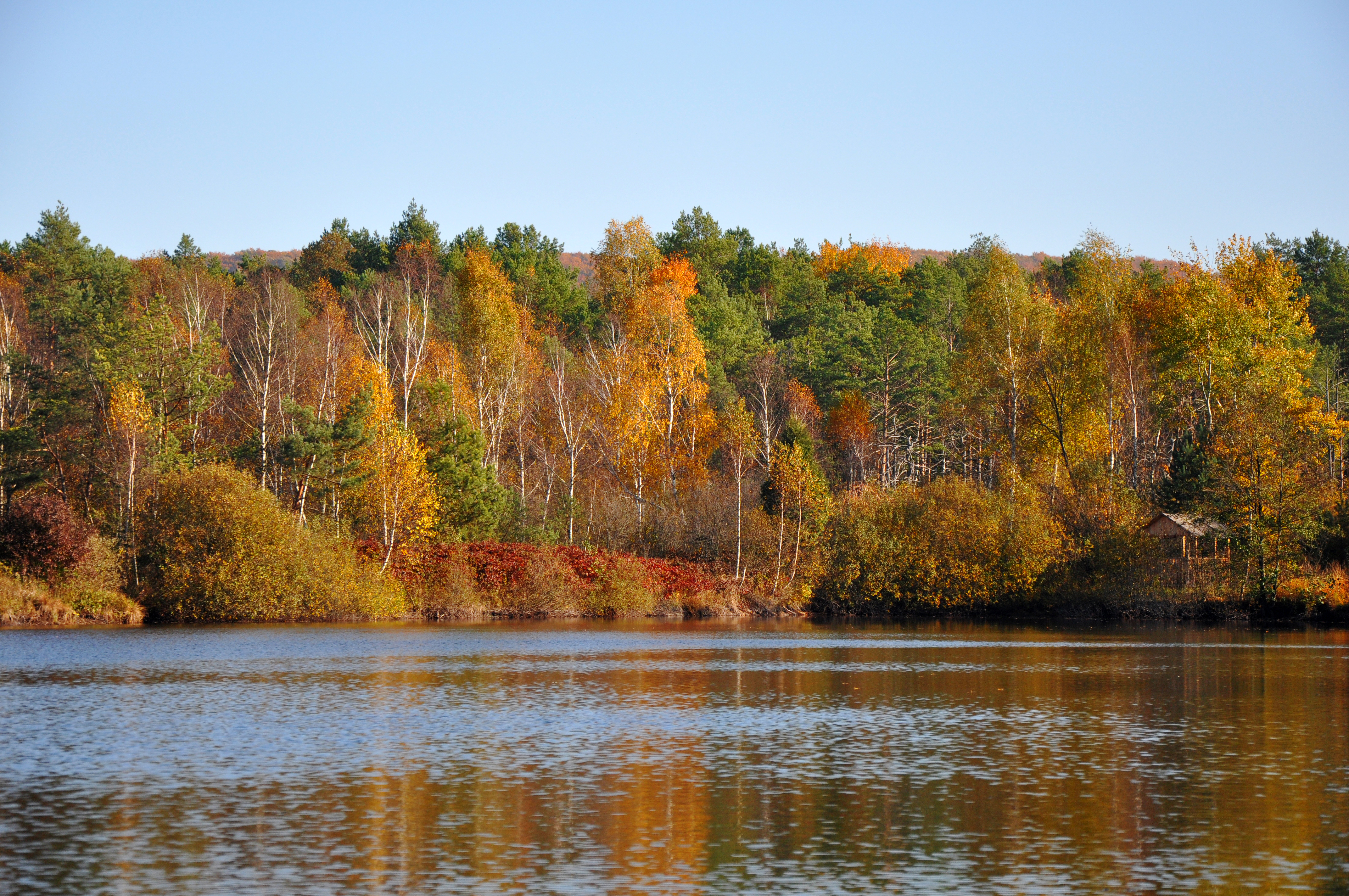